# Halcyon
Halcyon – rodzaj ptaków z podrodziny łowców (Halcyoninae) w rodzinie zimorodkowatych (Alcedinidae). Gatunki tu zaliczane noszą w języku polskim rodzajową nazwę zwyczajową łowiec, dawniej stosowana była też nazwa alcjon.

## Zasięg występowania
Rodzaj obejmuje gatunki występujące w Azji i Afryce.

## Morfologia
Długość ciała 17–28 cm; masa ciała 30–130 g.

## Systematyka

### Etymologia
- Halcyon: gr. αλκυων alkuōn, αλκυονος alkuonos „mityczny ptak”, przez długi czas wiązany z zimorodkiem, który gnieździł się na morzu. Ptak ten był ukochany przez bogów, którzy uspokajali fale podczas inkubacji jaj i wychowu młodych. Te dni pokoju i spokoju stały się znane jako „cudowne dni” (ang. halcyon days)[21].
- Entomothera: gr. εντομα entoma „owady”, od εντομη entomē „wcięcie”; -θηρας -thēras „łowca”, od θηραω thēraō „polować”, od θηρ thēr, θηρος thēros „bestia, zwierzę”[21]. Gatunek typowy: Alcedo coromanda Latham, 1790.
- Entomophila: gr. εντομα entoma „owady”, od εντομη entomē „wcięcie”; φιλος philos „miłośnik”[21].
- Cedola: anagram nazwy rodzajowej Alcedo Linnaeus, 1758 (zimorodek)[21]. Gatunek typowy: Alcedo senegalensis Linnaeus, 1766.
- Alcyon: łac. alcyon, alcyonis lub halcyon, halcyonis „zimorodek”, od gr. αλκυων alkuōn, αλκυονος alkuonos „zimorodek” (często błędnie pisany ἁλκυων halkuōn, jakby pochodziła od ἁλς hals „morze”)[21]. Gatunek typowy: Alcedo smyrnensis Linnaeus, 1758; młodszy homonim Alcyon Blumenbach, 1803 (Alcedinidae).
- Calialcyon: gr. καλος kalos „piękny”; αλκυων alkuōn, αλκυονος alkuonos „zimorodek”[21]. Gatunek typowy: Alcedo coromanda Latham, 1790.
- Cancrophaga: epitet gatunkowy Alcedo cancrophaga[a] Latham, 1790; łac. cancer, cancri „krab”; gr. -φαγος -phagos „jedzący”, od φαγειν phagein „jeść”[21]. Gatunek typowy: Alcedo leucocephala Statius Müller, 1776.
- Chelicutia: epitet gatunkowy Alaudo chelicuti Stanley, 1814; Chelicut, na wschód od Antalo i na południe od Makale, Tigre, Abisynia[21]. Gatunek typowy: Alaudo chelicuti Stanley, 1814.
- Entomobia: gr. εντομα entoma „owady”, od εντομη entomē „wcięcie”; βιοω bioō „żyć”[21]. Gatunek typowy: Alcedo cyanoventris Vieillot, 1818.
- Pagurothera: gr. παγουρος pagouros „krab”; -θηρας -thēras „łowca”, od θηραω thēraō „polować”, od θηρ thēr, θηρος thēros „bestia, zwierzę”[21]. Gatunek typowy: Alaudo chelicuti Stanley, 1814.
- Halcyonopa: rodzaj Halcyon Swainson, 1821; gr. ωπε ōpe „wygląd”[21]. Gatunek typowy: Halcyon dryas Hartlaub, 1854.
- Chelicutona: wariant nazwy rodzaju Chelicutia Reichenbach, 1851[21]. Gatunek typowy: Alcedo albiventris Scopoli, 1786.
- Plesialcyon: gr. πλησιος plēsios „blisko, spokrewniony”, od πελας pelas „blisko”, od πελαζω pelazō „przybliżyć”; rodzaj Alcyone Swainson, 1837[21]. Gatunek typowy: Alcedo smyrnensis Linnaeus, 1758.
- Nutchera: etymologia nieznana, autor nie wyjaśnił znaczenia nazwy rodzajowej[21]. Gatunek typowy: Halcyon badia J. Verreaux & E. Verreaux, 1851.
- Cecilia: Marian Cecile Mathews z domu White (1865–1938), żona australijskiego ornitologa Gregory’ego M. Mathewsa[21]. Gatunek typowy: Alcedo pileata Boddaert, 1783; młodszy homonim Cecilia Rafinesque, 1815 (Amphibia).
- Pseudhalcyon: gr. ψευδος pseudos „fałszywy”; rodzaj Halcyon Swainson, 1821[21]. Gatunek typowy: Alcedo leucocephala Statius Müller, 1776.
- Ceciliella: rodzaj Cecilia Mathews, 1918; łac. przyrostek zdrabniający -ella[21]. Nowa nazwa dla Cecilia Mathews, 1918.

### Podział systematyczny
Do rodzaju należą następujące gatunki:
- Halcyon coromanda (Latham, 1790) – łowiec płomienny
- Halcyon badia J. Verreaux & E. Verreaux, 1851 – łowiec czekoladowy
- Halcyon malimbica (Shaw, 1812) – łowiec kameruński
- Halcyon senegalensis (Linnaeus, 1766) – łowiec jasny
- Halcyon senegaloides A. Smith, 1834 – łowiec namorzynowy
- Halcyon chelicuti (Stanley, 1814) – łowiec kreskowany
- Halcyon leucocephala (Statius Müller, 1776) – łowiec szarogłowy
- Halcyon albiventris (Scopoli, 1786) – łowiec brązowogłowy
- Halcyon pileata (Boddaert, 1783) – łowiec czarnogłowy
- Halcyon gularis (Kuhl, 1820) – łowiec białobrody – takson wyodrębniony z H. smyrnensis[22][23][24]
- Halcyon smyrnensis (Linnaeus, 1758) – łowiec krasnodzioby
- Halcyon cyanoventris (Vieillot, 1818) – łowiec brązowoszyi